# Richard Wigglesworth
Pour les articles homonymes, voir Wigglesworth.

a Compétitions nationales et continentales officielles uniquement.

b Matchs officiels uniquement.
Dernière mise à jour le 14 octobre 2024.
Richard Wigglesworth, né le 9 juin 1983 à Blackpool (Angleterre), est un joueur international anglais de rugby à XV jouant au poste de demi de mêlée.
Il entraîne les Leicester Tigers depuis décembre 2022, en tant qu'entraîneur intérimaire, de ce fait il prend directement sa retraite de joueur professionnel.
Il est le joueur ayant disputé le plus de rencontres en championnat d'Angleterre avec 322 matchs.

## Biographie

### Carrière en club
En 2017, il fait partie de l'équipe type du Championnat d'Angleterre. 
En 2020-2021, il est titulaire pour la finale du Challenge européen opposant les Tigers à Montpellier. Les Français l'emportent sur le score de 17-18,. 
Durant la saison 2021-2022, Leicester est éliminé en quarts de finale de la Coupe d'Europe par les Irlandais du Leinster. Cependant en championnat, le club se qualifie jusqu'en finale où il affronte les Saracens. Pour cette rencontre, Richard Wigglesworth est titulaire et joue 63 minutes avant d'être remplacé par Ben Youngs. Son équipe s'impose en toute fin de match grâce à un drop de Freddie Burns. 

### Carrière internationale
Il connait sa première sélection le 10 février 2008 lors du match contre l'Italie comptant pour le Tournoi des Six Nations.

## Statistiques en équipe nationale
- 33 sélections
- 5 points (un essai)
- sélections par année : 5 en 2008, 7 en 2011, 2 en 2013, 2 en 2014, 11 en 2015, 6 en 2018
- Tournoi des Six Nations disputés: 2008, 2015, 2018
- Participation à la Coupe du monde : 2011, 2015

## Palmarès

### En club
- Sale Sharks
  - Finaliste de la Coupe d'Angleterre en 2004
  - Vainqueur du Challenge Européen en 2005
  - Vainqueur du Championnat d'Angleterre en 2006
  - Vainqueur du Trophée des champions en 2006
- Saracens
  - Vainqueur du Championnat d'Angleterre en 2011, 2015, 2016, 2018 et 2019
  - Vainqueur de la Coupe d'Europe en 2016, 2017 et 2019
- Leicester Tigers
  - Vainqueur du Championnat d'Angleterre en 2022

### Distinctions personnelles
- Membre de l'équipe type du Championnat d'Angleterre en 2017